# Île Thérèse
Pour les articles homonymes, voir Thérèse et Île Thérèse (Seychelles).
L’Île Thérèse est une île de l'estuaire de la Loire située dans la commune de Couëron.
Cultivée dans sa totalité, elle n’est aujourd'hui une île que lors des crues de la Loire. Elle figure dans les cartes de Cassini.